# バルト・ファン・ローイ
バルト・ファン・ローイ（Bart van Rooij、2001年5月26日 - ）は、オランダ・北ブラバント州エスハーレン出身のサッカー選手。エールディヴィジ・FCトゥウェンテ所属。ポジションはディフェンダー。

## クラブ経歴
アマチュアクラブであるSVエストリアの下部組織でキャリアをスタートさせ、2010年からNECナイメヘンで育成された。2018年にクラブとプロ契約を交わすと、2019年2月22日、エールステ・ディヴィジのアルメレ・シティFC戦にてプロデビューを飾った。2019-20シーズンからトップチームに昇格すると、2020-21シーズンから監督に就任したロジェール・マイェルの下、右サイドバックのレギュラーに定着した。
2024年8月23日、FCトゥウェンテに4年契約で移籍した。